# Race Across America
Race Across America (RAAM) — велосипедная гонка, проводимая в США с 1982.
RAAM – одна из самых протяженных велогонок на выносливость в мире. Все участники должны подтвердить свою способность проехать гонку, предварительно финишировав на нескольких квалификационных соревнованиях.
RAAM сопоставима по длине дистанции с Тур де Франс, но в значительной степени отличается от неё. Маршрут каждой гонки изменяется каждый год, однако направление движения всегда от западного побережья к восточному, и составляет приблизительно 4800 км, делая гонку трансконтинентальной. Более того, на гонке нет этапов, то есть гонка идет непрерывно, от места старта к финишу, и лидерам соревнований требуется чуть больше недели на преодоление всей дистанции.
Для сравнения, Тур де Франс проходит по разным маршрутам (по часовой стрелке и против по Франции; отдельные этапы могут проводиться вне Франции) протяжностью в среднем около 3500 км; велогонка состоит из 21 этапа и длится 3 недели; проходит на высоких скоростях.